# Lopatyn
Lopatyn (ucraniano: Лопа́тин; polaco: Łopatyn) es un asentamiento de tipo urbano de Ucrania perteneciente al raión de Chervonohrad de la óblast de Leópolis.
En 2021, el asentamiento tenía 3351 habitantes. Es sede de un municipio con una población total de doce mil habitantes, que incluye 27 pueblos como pedanías.
Se ubica a medio camino entre Radéjiv y Brody sobre la carretera T1410. Esta carretera se cruza aquí con la T1806, en la que el asentamiento queda a medio camino entre Busk y Berestechko.

## Historia
Se conoce la existencia de la localidad en documentos desde 1366, cuando pertenecía al ducado de Belz. Las tropas de Luis de Anjou conquistaron el pueblo en 1377, pero tras la muerte de este rey en 1382 pasó a ser una zona en disputa entre polacos y lituanos, hasta que en 1492 quedó definitivamente vinculado al ducado de Mazovia polaco. Desde 1414 albergó una iglesia de madera, sede de una parroquia católica que extendió el catolicismo por los pueblos de alrededor.
En el siglo XVI perteneció a la casa noble Kamienieccy y llegó a tener estatus de ciudad, pero al final del siglo perdió importancia y volvió a ser un simple pueblo. En el siglo XVII pasó a pertenecer a otras familias nobles que redujeron la localidad a una pequeña aldea por sus subidas de impuestos, agravadas por los ataques de nobles rivales y de los tártaros; estos últimos destruyeron casi completamente el pueblo en 1649.
En la partición de 1772 pasó a formar parte del Imperio Habsburgo, donde siguió siendo una localidad fundamentalmente agrícola, aunque a principios del siglo XX llegó a alcanzar tres mil habitantes. En la Segunda República Polaca, la población local estaba formada por un 60% de ucranianos, 25% de polacos y 15% de judíos. En 1939 se integró en la RSS de Ucrania, que le dio el estatus de capital distrital hasta 1962. En 1956, el pueblo pasó a ser un asentamiento de tipo urbano. Hasta 2020 formó parte del raión de Radéjiv.